# 黎明 (傳媒及出版界人士)
黎明，OBE（Lai Ming, Richard，1920年6月20日—2011年2月3日）是英國籍的香港傳媒工作者、公務員及作家，1976年至1978年擔任政府新聞處歷來首位華人處長，1978年至1987年獲香港中文大學聘任為中文大學出版社社長。
黎明是文學家林語堂的女婿，曾與妻子林太乙為林語堂的《天風月刊》擔任主編。黎明早年曾在中國、美國和星加坡等地生活，1962年至1987年間定居香港，之後與妻子定居美國，曾負責編校林語堂多份中國古典文學英文譯作。

## 生平

### 早年生涯
黎明祖籍廣東梅縣，1920年6月20日生於英屬毛里裘斯首府路易港，是當地華僑，在家中十四名兄弟姊妹中排行第九。 黎明也是作家戴天的舅父。黎明早年返回中國就讀於上海聖約翰大學附屬中學， 嗣後升讀廣州國立中山大學，並獲得文學士學位。 畢業後，黎明負笈美國紐約市的哥倫比亞大學教育學院，主修教育，後獲得文學碩士學位。

### 傳媒工作
黎明畢業後於聯合國秘書處擔任中文翻譯專員； 他在1952年與妻子林太乙擔任《天風月刊》主編，該刊以紐約為基地，由黎明的岳父林語堂於同年創辦，並自任社長，主要邀請旅居美國、英國、和香港的華人作家撰稿。 在1954年，林語堂應邀擔任星加坡南洋大學校長，黎明即獲岳父聘任為南洋大學行政秘書，可是，林語堂未幾與校董會就大學經費和大學校園規劃等問題出現爭執，再加上林語堂質疑大學籌劃一事受共產黨滲透，林語堂未及大學在1955年正式成立，便決定辭去校長一職，而黎明等由林語堂聘任的大學教職員，亦一概跟隨。

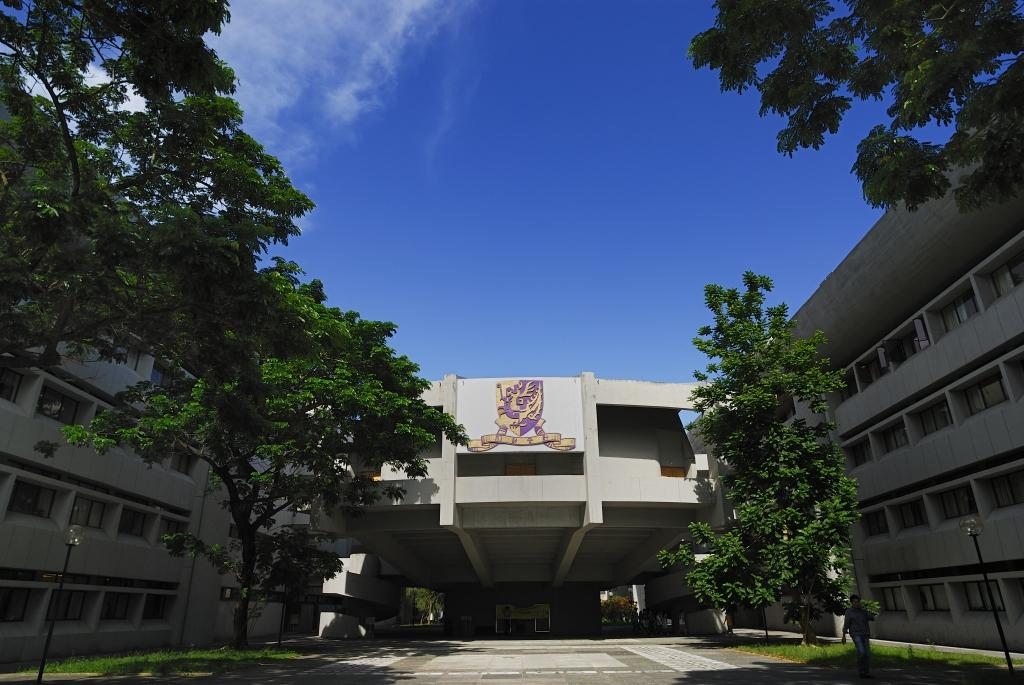
黎明曾獲香港中文大學招攬出任中文大學出版社社長。

辭去南洋大學職務後，黎明繼續出任《天風》月刊主編，亦曾任職於英國廣播公司。 除此以外，他還從事寫作和翻譯工作，當中包括在1960年為周鯨文《風暴十年：中國紅色政權真面貌》一書翻譯成英文版本「Ten Years of Storm」，內容對中國共產黨自1949年建國十年來的施政作出批判。
在1962年，具備傳媒經驗的黎明舉家移民香港，獲香港政府聘任，於政府新聞處出任特級新聞主任， 工餘時仍不忘寫作，並在1964年寫成英文著作「A History of Chinese literature」（《中國文學史話》），由倫敦及紐約三家出版社發行。 在1974年，黎明累遷為政府新聞處助理處長，主管公共關係事務。 未幾，他再於1976年1月接替霍德出任政府新聞處處長，成為香港歷來首位華人處長，也是首位由新聞主任職系晉升、而非由外派「空降」的處長。
在處長任內，雖然受制於部門舊有勢力，但黎明仍著意栽培本地的新聞主任。 此外，在1977年金禧事件發生期間，外界有指黎明私下要求傳媒按照官方口徑報導事件，但傳媒並不支持官方立場而沒有跟隨，事後黎明相當不滿，據聞曾責罵有關記者「是否想共產黨來接管」。 不久以後，港府在1978年1月宣佈時年58歲的黎明在1978年6月展開退休前休假，結束前後16年的公務員生涯，而處長一職則由助理處長史廉明接替。 為表揚他在新聞處處長任內的貢獻，英廷在1978年6月的英女皇壽辰授勳名單中，向他頒授OBE勳銜。
黎明退出政府後，同一時間獲香港中文大學招攬，在1978年9月1日接替潘光迥為中文大學出版社社長，一任九年。 在1987年，他與妻子林太乙編纂《最新林語堂漢英詞典》，由大盛出版有限公司出版。同年，黎明退任社長一職，與家人移居美國，至於社長一職則由詹德隆接替。

### 晚年生涯
黎明移民美國後，定居維珍尼亞州的阿靈頓縣。 在1991年至1994年間，台北正中書局出版多本由林語堂翻譯的中國古典文學著作，其中包括《西湖七月半》、《不亦快哉》、《東坡詩文選》和《孔子的智慧》等，全部由黎明編校。黎明在2011年2月3日心臟病病發，卒於阿靈頓縣，終年90歲。 家人其後於《華盛頓郵報》刊登訃告，喪禮以私人形式舉行，獲得賻儀全數捐贈科技教育協會（Education and Science Society）。

## 個人生活
黎明在哥倫比亞大學求學時，認識文學家林語堂的次女林太乙（1926年－2003年），當時林太乙也在哥倫比亞大學進修。黎明與林太乙在1949年結婚，兩人共育有一子一女， 兩人的興趣包括旅遊和美食。 黎明與妻子曾一同任職於林語堂的《天風》月刊，亦負責照顧晚年的林語堂。林太乙在1965年起擔任香港《讀者文摘》總編輯，1987年後與丈夫一同移居美國，翌年卸下總編輯一職，2003年7月5日在當地去世，終年77歲。黎明為紀念亡妻，曾向紐約大都會藝術博物館捐贈大批齊白石、張大千和徐悲鴻等人的山水字畫，成為該館館藏。

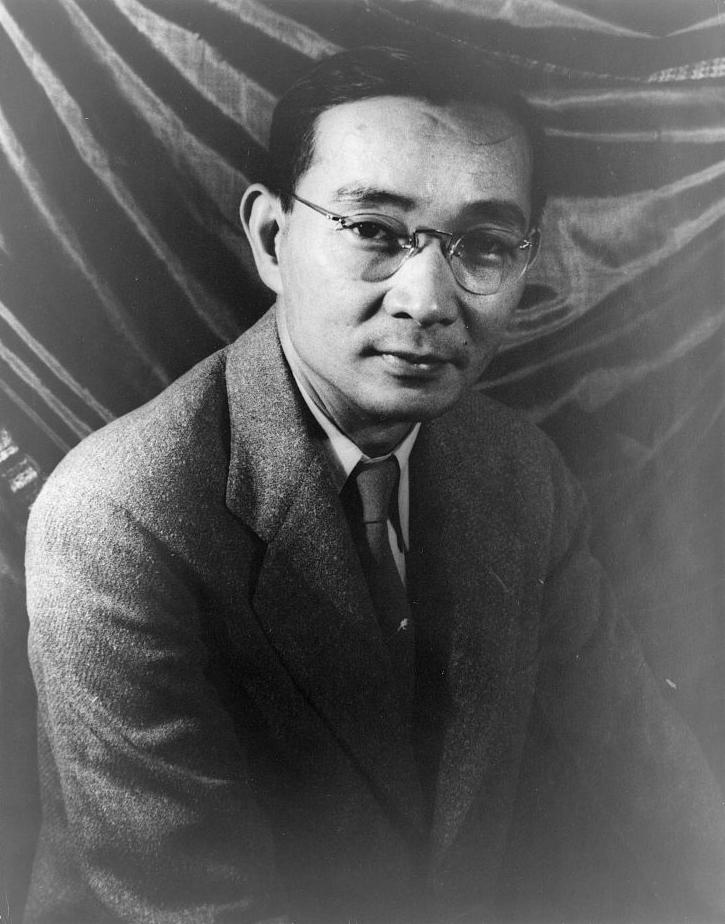
黎明是文學家林語堂（圖）的女婿。

## 個人榮譽

### 殊勳
- O.B.E. （1978年英女皇壽辰授勳名單[11]）

## 部份著作
- 黎明著，《成語故事：續編》，香港：香港偉青書店，1959年。
- By Chow Ching-Win; Foreword by Lin Yutang; Translated and Edited by Lai Ming, Ten Years of Storm: The True Story of the Communist Regime in China, New York: Holt, Rinehart and Winston, 1960.
- By Lai Ming; with a preface by Lin Yutang, A History of Chinese literature, London: Cassell, 1964.
- 黎明、林太乙編纂，《最新林語堂漢英詞典》，香港：大盛出版有限公司，1987年。
- 孟子、蘇東坡、鄭板橋等著；林語堂英譯；黎明編校，《西湖七月半》，臺北：正中書局，1991年。
- 莊子、蘇東坡、張岱等著；林語堂英譯；黎明編校，《揚州瘦馬》，臺北市：正中書局，1991年。
- 孔子、陶淵明、金聖嘆等著；林語堂英譯；黎明編校，《不亦快哉》，台北市：正中書局，1993年。
- 林語堂、蔣坦、李笠翁等著；林語堂英譯；黎明編校，《記舊曆除夕》，台北市：正中書局，1993年。
- 屠隆著；林語堂英譯；黎明編校，《冥寥子游》，臺北市：正中書局，1993年。
- 蘇東坡著；林語堂英譯；黎明編校，《東坡詩文選》，台北市：正中書局，1994年。
- 司馬遷等著；林語堂英譯；黎明編校，《孔子的智慧》，台北市：正中書局，1994年。
- 老子著；林語堂英譯；黎明編校，《老子的智慧》，台北市：正中書局，1994年。
- 張潮著；林語堂英譯；黎明編校，《林語堂中英對照：幽夢影》，台北縣新店市：正中書局股份有限公司，2008年。

## 注腳
1. 1 2 3 4 5  岑維休主編，《香港年鑑》，香港：華僑日報，1979年。
2. 1 2 3 4 5 6 7 8  "Obituary: Richard M. Lai", The Washington Post, 9 February, 2011.
3. 1 2  司馬遷等著；林語堂英譯；黎明編校，《孔子的智慧》，台北市：正中書局，2009年，扉頁介紹。
4. 1 2 3  〈隔牆有耳：港英退休高官黎明病逝〉，《蘋果日報》，2011年3月10日。
5. ↑  李恩涵，《東南亞華人史》，五南圖書出版股份有限公司，2003年。
6. 1 2 3  〈霍德任副新聞司，黎明任新聞處長〉，《工商日報》第八頁，1976年1月5日。
7. ↑  〈霍德被委為副新聞司，港府新聞處長由黎明升任〉，《大公報》第五版，1976年1月5日。
8. 1 2 3  GIS Through the Years, Hong Kong: Government Information Services, 1999.
9. ↑  梁儒盛，《傳媒縱橫三十年》，香港：匯訊出版有限公司，2001年6月。
10. ↑  The Metropolitan Museum of Art Annual Report for the Year 2009–2010 （页面存档备份，存于）, New York: The Metropolitan Museum of Art, 9 November 2010.
11. ↑  "Supplement to Issue 47549", London Gazette, 2 June 1978, p.18.

### 英文資料
- "Supplement to Issue 47549", London Gazette, 2 June 1978, p. 18.
- GIS Through the Years, Hong Kong: Government Information Services, 1999. 網頁（页面存档备份，存于）
- "Obituary: Richard M. Lai", The Washington Post, 9 February, 2011. 網上版本

### 中文資料
- 〈霍德任副新聞司，黎明任新聞處長〉，《工商日報》第八頁，1976年1月5日。
- 〈霍德被委為副新聞司，港府新聞處長由黎明升任〉，《大公報》第五版，1976年1月5日。
- 岑維休主編，《香港年鑑》，香港：華僑日報，1979年。
- 梁儒盛，《傳媒縱橫三十年》，香港：匯訊出版有限公司，2001年6月。
- 司馬遷等著；林語堂英譯；黎明編校，《孔子的智慧》，台北市：正中書局，2009年，扉頁介紹。網上版本
- 〈隔牆有耳：港英退休高官黎明病逝〉，《蘋果日報》，2011年3月10日。網上版本（页面存档备份，存于）

## 外部連結
- 隔牆有耳：港英退休高官黎明病逝（页面存档备份，存于），蘋果日報，2011年3月10日
- 黎明擔任政府新聞處處長時的照片（页面存档备份，存于）
- 林太乙生平事蹟（页面存档备份，存于）

| 政府职务      | 政府职务                             | 政府职务      |
| ------------- | ------------------------------------ | ------------- |
| 前任： 霍德   | 政府新聞處處長 1976年1月 – 1978年6月 | 繼任： 史廉明 |
| 學術機關職務  |                                      |               |
| 前任： 潘光迥 | 中文大学出版社社长 1978年－1987年    | 繼任： 詹德隆 |